# Anisognathus notabilis
Anisognathus notabilis là một loài chim trong họ Thraupidae.